# Adamuz
Adamuz és una localitat de la província de Còrdova, Andalusia, Espanya.

## Demografia
| 1996  | 1998  | 1999  | 2000  | 2001  | 2002  | 2003  | 2004  | 2005  | 2006  | 2007  |
| ----- | ----- | ----- | ----- | ----- | ----- | ----- | ----- | ----- | ----- | ----- |
| 4.466 | 4.440 | 4.453 | 4.465 | 4.451 | 4.455 | 4.423 | 4.397 | 4.443 | 4.476 | 4.469 |

## Història
Les primeres petjades humanes dintre del terme de Adamuz, s'expandeix per diferents coves amb jaciments arqueològics, els de la cova del Cañaveralejo, restes humanes i de ceràmica pertanyents al final del V mil·lenni a. de C. Durant el període de la Hispània Romana, Adamuz va pertànyer al terme de Sacilis Marcillus, actual Alcurrucen, terme de Pedro Abad, segons es pot deduir per les inscripcions romanes aparegudes.
Des de 1260, va pertànyer Adamuz, a la jurisdicció de Còrdova, el Consell de la qual nomenava els alcaldes i oficials. En més d'una ocasió, algun dels títols i «rics homes» de Castella van pretendre usurpar el Senyoriu de Adamuz, prova d'això és la Comissió conferida en l'any 1469 pel rei Enric IV de Castella al Mestre de Santiago i al Bisbe de Sigüenza perquè procuraran que el Comte de Cabra, Martín Alonso de Sotomayor i Fernán Pérez, el seu germà, per una banda i d'una altra la ciutat de Còrdova, celebressin una concòrdia perquè retornessin a aquesta ciutat diverses fortaleses que li tenien usurpades, sent una d'elles la d'Adamuz, que segons els pactes havia de demolir-la. Noranta-set anys després, en 1566, el Rei Felip II, la va vendre a Luis Méndez d'Haro y Sotomayor, Comendador Major d'Alcanyís, compensat a la ciutat de Còrdova amb un juro perpetu de 16.000 maravedins. Des d'aquella època pertany aquesta vila vinculada a la casa i estat dels Marquesos del Carpio, no per drets d'aquests, sinó perquè l'Haro i Sotomayor tenia per dona a Beatriz de Haro que era posseïdora del Marquesat.
Sent senyor d'aquesta vila Luis Méndez d'Haro i Sotomayor, el pare del qual havia afavorit molt l'avi de Cervantes, que era cordovès, va estar a Adamuz traient oli i blat per a les galeres, amb vara alta de justícia com comissionat, en els anys 1591-1593. També hi ha constància de la visita a aquesta vila dels Reis Catòlics. La història d'Adamuz quedaria incompleta si no es conta entre les seves pàgines amb el Convent de San Francisco del Monte, a uns set quilòmetres de la població i del que només es conserven les seves ruïnes. Fundat per Martín Fernández de Andujar, va ser confirmada la seva fundació des d'Avinyó (França), pel pontífex Climent VII a petició dels Reis Enric i Catalina, amb data 6 de maig de 1394. En els segles XV i XVI té lloc la reforma i ampliació portada a terme per Luís Mendéz de Sotomayor, patrons del convent, sent dipositats en el mateix les restes de la seva esposa. Per l'any 1583 va ser guardià i mestre de novicis en el convent San Francisco Solano. Durant 1624, amb motiu de la seva participació en una cacera va estar visitant el convent el rei Felip IV. Queda en estudi l'època moderna i contemporània d'Adamuz. Durant el període 1936-1939 quedo gairebé totalment destruït el seu arxiu històric que datava del segle xiii, així com el seu patrimoni artístic i cultural.